# Lijst van burgemeesters van Cabauw
Dit is een lijst van burgemeesters van de voormalige Nederlandse gemeente Cabauw tot die gemeente in 1857 samen met Zevender opging in de gemeente Willige Langerak.
| Ambtsperiode | Naam burgemeester                     | Partij of stroming | Bijzonderheden |
| ------------ | ------------------------------------- | ------------------ | --- |
| 18?? - 1835? | Mattheus (M.) Lagerwerff              |                    | tevens tijdens (deel van?) deze periode burgemeester van Zevender en Willige Langerak                                                        |
| 1835 - 1850? | Gabriel Leonard van Oosten Slingeland |                    | tevens burgemeester van Zevender (1835-1850?)                                                                                                |
| 1850 - 1857  | Sebastiaan Ignatius van Nooten        |                    | tevens burgemeester van Lopik (1848-1878), Zevender (1850-1857), Willige Langerak (1849-1857), Hoenkoop (1850-1852) en Jaarsveld (1852-1878) |